# Halifan
Halifan (kurd. Xelefan oder Xelîfan, bis 2017 Derinçay) ist ein Dorf im Landkreis Karlıova der türkischen Provinz Bingöl. Halifan liegt in Ostanatolien auf 1690 m über dem Meeresspiegel, ca. 23 km südwestlich von Karlıova.
Der ursprüngliche Name der Ortschaft lautet bis 1928 Halifan. Dieser Name ist beim Katasteramt registriert. Die Umbenennung erfolgte vor 1962.
Im Jahr 2009 hatte die Ortschaft 859 Einwohner.
Halifan verfügt über eine Grundschule und ist an die Trinkwasserversorgung angeschlossen. Asphaltierte Straßen und eine Kanalisation fehlen.
Laut verschiedenen Quellen ist das Dorf Derinçay 2017 wieder in Halifan umbenannt worden.